# Инопланетный охотник
Инопланетный охотник (англ. Alien Bounty Hunter) — персонаж сериала «Секретные материалы». Впервые появился во втором сезоне сериала, в эпизоде «Колония». В общей сложности, Инопланетный охотник появился на экране в семи эпизодах, связанных с так называемой «мифологией сериала», заданной в пилотной серии. Основной задачей охотника было уничтожение тех, кто мешал правительству в процессе выполнения плана колонизации планеты Земля инопланетянами.
Роль охотника исполнил американский актёр Брайан Томпсон, хотя в тех сценах, в которых Охотник менял свою внешность, эту роль исполняли другие актёры, в том числе Дэвид Духовны (эпизод «Конец игры»).

## Описание
По сюжету сериала Инопланетный охотник — существо, обладающее выдающейся физической силой и выносливостью, а также умеющее изменять свой облик и превращаться в людей. Целью охотника было устранение тех, кто мешал правительству в процессе выполнения плана колонизации планеты Земля инопланетянами. Убить охотника можно было только вонзив в тыльную сторону его шеи острый предмет; сами охотники при себе имеют выдвигающийся нож с толстой иглой вместо лезвия, который используют для убийства своих жертв. Несмотря на способности охотников превращаться в людей, другие пришельцы и некоторые гибриды пришельцев и людей могут безошибочно определять охотников с первого взгляда.
Убитый охотник быстро разлагается и исчезает в луже своей крови — токсичной едкой слизи зелёного цвета, способной прожигать большинство поверхностей, действуя наподобие кислоты, и испаряющейся через некоторое время. В крови охотника содержится ретровирус, заставляющий кровь человека превращаться в желеподобную субстанцию, тем самым убивая его, однако подобное воздействие может быть нейтрализовано сильным холодом.
Впервые Инопланетный Охотник появился в эпизоде «Колония», а в общей сложности сыграл свою роль в семи эпизодах, в течение нескольких сезонов, занимаясь одним и тем же: устранением нежеланных личностей. В эпизоде «Неестественный» выяснилось, что он занимался своей убийственной миссией задолго до того, как Малдер взялся за «Секретные материалы».
Охотникам противостоят Инопланетные повстанцы — существа со схожими физическими характеристиками, но с одним существенным отличием. Если охотник похож на обычного человека, то лица повстанцев выглядят изуродованными, так как все отверстия их лиц зашиты. Это сделано для предотвращения попадания в их тела «вируса чёрного масла». По мере развития сюжета, Инопланетные охотники были постепенно вытеснены Супер-солдатами — генетически модифицированными людьми, способными выдерживать колоссальный ущерб без каких-либо очевидных последствий для организма.

## Реакция
Критики восприняли Инопланетного охотника преимущественно положительно. «Den of Geek» включил персонажа в десятку лучших «плохишей», а факт выведения его из сериала в рецензии был назван «позором». По шкале оценок сайта охотники получили четыре балла из возможных пяти в «Крутизне», два из пяти — во «Влиянии» и два из пяти — в «Жути».